# 三木行治
三木 行治（みき ゆきはる、1903年5月1日 - 1964年9月21日）は、日本の医師、政治家。岡山県知事。水島臨海工業地帯の誘致など岡山県の発展に貢献したことが認められ、日本人で初めてマグサイサイ賞を受賞した。

## 略歴
- 1903年（明治36年）5月1日 - 岡山県御野郡牧石村（現・岡山市北区畑鮎）に生まれる
- 1922年（大正11年）- 旧制岡山中学4年修了
- 1925年（大正14年）- 旧制六高卒業
- 1929年（昭和4年） - 旧制岡山医科大学（現岡山大学医学部）卒業
- 1934年（昭和9年） - 九州帝国大学（現九州大学）法文学部卒業
- 1937年（昭和12年） - 医学博士の学位を受ける
- 1939年（昭和14年） - 厚生省保険院簡易保険局監理課に入る（最後のポストは厚生省公衆衛生局長）
- 1951年（昭和26年）5月1日 - 岡山県知事に初当選、以後4期務める
- 1964年（昭和39年）8月31日 - マグサイサイ賞を受賞
- 1964年（昭和39年）9月21日 - 死去、岡山県御津郡津高町（現・岡山市北区横井上）に葬られる

## 三木知事が提唱または三木知事が在任中の事業
- 岡山県南百万都市構想（破談）
- 水島臨海工業地域（現在の水島）
- 岡山県立大学
- 桃太郎少年合唱団創設
- 開眼運動（アイバンク）
- 岡山国体
- 県庁舎の建設
- 団地の建設

## 死後
マグサイサイ賞の受賞金は郷土の発展に役立てたいとの考えから副賞1万米ドル全額が県に寄付され、この受賞金と県民からの寄附金を中心に岡山県三木記念事業基金が1965年に設置された。
また岡山県下にアイバンクを設置して自ら第1号の登録者となったことから、二人の女性に三木の角膜が移植された。
亡くなった時、私財は着ていた服と眼鏡だけだったといわれる。